# Державна податкова служба України (2011)
Держа́вна податко́ва служба Украї́ни (2011—2012) — центральний орган виконавчої влади у сфері податків в Україні, що існував з 2011 по 2012 рік.

## Історія

### Попередні відомства
- Головна державна податкова інспекція Української РСР, ГДПІ УРСР (1990—1994)
- Головна державна податкова інспекція України, ГДПІ України (1994—2000)
- Державна податкова адміністрація України, ДПА України (2000[1]—2012)

### Створення
Датою створення ДПС України як центрального органа виконавчої влади можна вважати 12 травня 2011, коли було затверджено Положення про Державну податкову службу України.

### Ліквідація
Ліквідована внаслідок об'єднання з Державною митною службою України в Міністерство доходів і зборів України 24 грудня 2012 року шляхом об'єднання Державної податкової служби та Державної митної служби.

### Спроба зупинення ліквідації
1 березня 2014 Кабінет Міністрів України ухвалив рішення ліквідувати Міністерство доходів і зборів, і відновити діяльність Державної податкової та Державної митної служб.
Проте, врешті на базі Міндоходів була утворена Державна фіскальна служба (Постанова КМУ від 21 травня 2014 р. № 160).

### Правонаступники
- Міністерство доходів і зборів України (2012—2014)
- Державна фіскальна служба України (2014—2019)
- Державна податкова служба України (2019)

## Керівництво

### Голова
- 25 грудня 2010 року — Захарченко Віталій  Юрійович[7]
- 7 листопада 2011 року — 24 грудня 2012 року — Клименко Олександр Вікторович[8].

### Заступники голови
Заступники Голови Державної податкової служби України призначаються на посаду й звільняються з посади Кабінетом Міністрів України за поданням Голови Державної податкової служби України. Кількість заступників Голови Державної податкової служби України визначається Кабінетом Міністрів України.

## Структура
- Департамент господарського забезпечення
- Управління захисту інформації
- Департамент забезпечення діяльності Голови
- Департамент персоналу
- Департамент фінансового забезпечення
- Управління капітального будівництва
- Департамент обслуговування великих платників податків
- Слідче управління податкової міліції
- Юридичний департамент
- Управління координації нормотворчої роботи та взаємодії з органами державної влади
- Управління міжнародних зв'язків
- Організаційно-розпорядчий департамент
- Департамент відомчого контролю
- Департамент адміністрування податку на прибуток та інших податків і зборів (обов'язкових платежів)
- Департамент адміністрування податку на додану вартість
- Департамент оподаткування фізичних осіб
- Аналітично-інформаційний відділ
- Департамент прогнозування, аналізу, обліку та звітності
- Управління адміністрування акцизного збору
- Департамент контролю за фінансовими установами та операціями у сфері ЗЕД
- Департамент податкового контролю юридичних осіб
- Департамент погашення прострочених податкових зобов'язань
- Департамент апеляцій
- Головне управління податкової міліції
- Управління внутрішньої безпеки ДПС України
- Департамент інформаційно-аналітичного забезпечення процесів оподаткування
- Управління реєстрації та обліку платників податків
- Інформаційно-довідковий департамент державної податкової служби
- Департамент масово-роз'яснювальної роботи та звернень громадян
- Департамент контролю за виробництвом та обігом спирту, алкогольних напоїв, тютюнових виробів
- Департамент розвитку та модернізації державної податкової служби
- Департамент боротьби з відмиванням доходів, одержаних злочинним шляхом
- Департамент контролю за відшкодуванням податку на додану вартість
- Управління (служба) спеціальних розслідувань

У кожній із 27 адміністративних одиниць України існує регіональний підрозділ.

## Функції
Державна податкова служба України здійснює такі функції:
- виконує безпосередньо, а також організовує роботу державних податкових адміністрацій та державних податкових інспекцій, пов'язану із:
  - здійсненням контролю за своєчасністю, достовірністю, повнотою нарахування та сплати податків та зборів (обов'язкових платежів), контролю за валютними операціями, контролю за дотриманням порядку проведення готівкових розрахунків за товари (послуги) у встановленому законом порядку, а також контролю за наявністю свідоцтв про державну реєстрацію суб'єктів підприємницької діяльності та ліцензій на провадження видів господарської діяльності, що підлягають ліцензуванню відповідно до закону, торгових патентів;
  - здійсненням контролю за додержанням виконавчими комітетами сільських і селищних рад порядку прийняття і обліку податків, інших платежів від платників податків, своєчасністю і повнотою перерахування цих сум до бюджету;
  - обліком платників податків, інших платежів;
  - виявленням і веденням обліку надходжень податків, інших платежів;
  - проведенням роботи по боротьбі з незаконним обігом алкогольних напоїв та тютюнових виробів, веденням реєстрів імпортерів, експортерів, оптових та роздрібних торговців, місць зберігання алкогольних напоїв та тютюнових виробів, участю у розробленні пропозицій щодо основних напрямів державної політики і проектів державних програм у сфері боротьби з незаконним обігом алкогольних напоїв та тютюнових виробів, організацією виконання актів законодавства у межах своїх повноважень, здійсненням систематичного контролю за їх реалізацією, узагальненням практики застосування законодавства, застосуванням у випадках, передбачених законодавством, фінансових санкцій до суб'єктів підприємницької діяльності за порушення законодавства про виробництво і обіг спирту етилового, коньячного, плодового, алкогольних напоїв і тютюнових виробів, здійсненням заходів по вилученню та знищенню або передачі на промислову переробку алкогольних напоїв, знищенню тютюнових виробів, що були незаконно вироблені чи знаходилися у незаконному обігу;
- видає у випадках, передбачених законом, нормативно-правові акти і методичні рекомендації з питань оподаткування, які підлягають обов'язковому опублікуванню;
- затверджує форми податкових розрахунків, звітів, декларацій та інших документів, пов'язаних з обчисленням і сплатою податків, інших платежів, декларацій про валютні цінності, зразок картки фізичної особи — платника податків та інших обов'язкових платежів, форму повідомлення про відкриття або закриття юридичними особами, фізичними особами — суб'єктами підприємницької діяльності банківських рахунків, а також форми звітів про роботу, проведену органами державної податкової служби;
- у порядку, встановленому законом, надає податкові роз'яснення, організовує виконання цієї роботи органами державної податкової служби;
- здійснює заходи щодо добору, розстановки, професійної підготовки та перепідготовки кадрів для органів державної податкової служби;
- подає органам державної податкової служби методичну і практичну допомогу в організації роботи, проводить обстеження та перевірки її стану;
- організовує роботу по створенню інформаційної системи автоматизованих робочих місць та інших засобів автоматизації та комп'ютеризації робіт органів державної податкової служби;
- розробляє проекти законів України та інших нормативно-правових актів щодо форм та методів проведення планових та позапланових виїзних перевірок у рамках контролю за додержанням законодавства;
- при виявленні фактів, що свідчать про організовану злочинну діяльність, або дій, що створюють умови для такої діяльності, направляє матеріали з цих питань відповідним спеціальним органам по боротьбі з організованою злочинністю;
- передає відповідним правоохоронним органам матеріали за фактами правопорушень, за які передбачено кримінальну відповідальність, якщо їх розслідування не належить до компетенції податкової міліції;
- подає Міністерству фінансів України та Головному управлінню Державного казначейства України звіт про надходження податків, інших платежів;
- вносить пропозиції та розробляє проекти міжнародних договорів стосовно оподаткування, виконує в межах, визначених законодавством, міжнародні договори з питань оподаткування;
- надає фізичним особам — платникам податків та інших обов'язкових платежів ідентифікаційні номери і направляє до державної податкової інспекції за місцем проживання фізичної особи або за місцем отримання нею доходів чи за місцезнаходженням об'єкта оподаткування картку з ідентифікаційним номером та веде Єдиний банк даних про платників податків — юридичних осіб;
- прогнозує, аналізує надходження податків, інших платежів, джерела податкових надходжень, вивчає вплив макроекономічних показників і податкового законодавства на надходження податків, інших платежів, розробляє пропозиції щодо їх збільшення та зменшення втрат бюджету;
- забезпечує виготовлення марок акцизного збору, їх зберігання, продаж та організовує роботу, пов'язану із здійсненням контролю за наявністю цих марок на пляшках (упаковках) алкогольних напоїв і на пачках (упаковках) тютюнових виробів під час їх транспортування, зберігання і реалізації;
- організовує роботу, пов'язану із здійсненням контролю за дотриманням суб'єктами підприємницької діяльності, які здійснюють роздрібну торгівлю тютюновими виробами, максимальних роздрібних цін на тютюнові вироби, встановлених виробниками або імпортерами таких тютюнових виробів;
- вносить в установленому порядку пропозиції щодо вдосконалення податкового законодавства;
- організовує у межах своїх повноважень роботу щодо забезпечення охорони державної таємниці в органах державної податкової служби.

## Соціальні ініціативи
З 2002 ДПА проводить Всеукраїнський конкурс дитячої творчості «Податки очима дітей».
23 лютого 2012 року Голова ради Федерації роботодавців України (ФРУ) Дмитро Фірташ та голова Державної податкової служби України (ДПСУ) Олександр Клименко підписали меморандуми про співпрацю. Згідно договорів, Федерація роботодавців спільно з Державною податковою службою та Державною митною службою створять робочі групи. Вони на постійній основі займуться вирішенням конкретних проблем, з якими сьогодні стикаються представники малого, середнього та великого бізнесу.